# Oleksandr Romančuk (calciatore 1999)
Oleksandr Bohdanovyč Romančuk (in ucraino Олександр Богданович Романчук?; Kolomyja, 16 dicembre 1999) è un calciatore ucraino, difensore dell'U Craiova.

## Carriera

### Club
Cresciuto nel settore giovanile del L'viv, ha esordito in prima squadra il 15 luglio 2017 disputando l'incontro di Druha Liha vinto 4-3 contro il Bukovyna Černivci.

### Nazionale
Nel 2019 ha giocato 3 partite con la nazionale ucraina Under-21.

## Statistiche

### Presenze e reti nei club
Statistiche aggiornate al 20 settembre 2021.
| Stagione        | Squadra         | Campionato      | Campionato | Campionato | Coppe nazionali | Coppe nazionali | Coppe nazionali | Coppe continentali | Coppe continentali | Coppe continentali | Altre coppe | Altre coppe | Altre coppe | Totale | Totale |
| Stagione        | Squadra         | Comp            | Pres       | Reti       | Comp            | Pres            | Reti            | Comp               | Pres               | Reti               | Comp        | Pres        | Reti        | Pres   | Reti   |
| --------------- | --------------- | --------------- | ---------- | ---------- | --------------- | --------------- | --------------- | ------------------ | ------------------ | ------------------ | ----------- | ----------- | ----------- | ------ | ------ |
| 2017-2018       | L'viv           | 2L              | 27         | 0          | CU              | 4               | 0               |                    | -                  | -                  |             | -           | -           | 31     | 0      |
| 2020-2021       | L'viv           | PL              | 19         | 0          | CU              | 1               | 0               |                    | -                  | -                  |             | -           | -           | 20     | 0      |
| 2021-2022       | L'viv           | PL              | 7          | 0          | CU              | 0               | 0               |                    | -                  | -                  |             | -           | -           | 7      | 0      |
| Totale L'viv    | Totale L'viv    | Totale L'viv    | 26         | 0          |                 | 1               | 0               |                    | -                  | -                  |             | -           | -           | 27     | 0      |
| Totale carriera | Totale carriera | Totale carriera | 53         | 0          |                 | 5               | 0               |                    | -                  | -                  |             | -           | -           | 58     | 0      |